# Legio VIII Augusta
La Legio VIII Augusta (Octava legión «de Augusto») fue una legión romana, creada por Pompeyo en el año 65 a. C., junto con la VI, VII y la IX, y que continuó en servicio en Roma durante los 400 años siguientes, al menos.

## De los orígenes a Augusto
Fue enviada a la Galia Cisalpina en el año 58 a. C. por Julio César, y marchó a su lado durante la guerra de las Galias. En el año 49 a. C., al comienzo de la guerra civil entre César y Pompeyo, la VIII Legión acompañó a César al cruzar el río Rubicón para pasar a Italia. Al final, estuvieron frente a él en la batalla de Farsalia. La legión estuvo también presente en Egipto, cuando César tomó Egipto para Cleopatra. En el año 46 a. C. la legión intervino en la batalla de Tapso (moderna Tunicia), poco antes de su desmantelamiento.
En el año 44 a. C., Octavio reconstituyó la legión, cuando todavía era triunviro, participando en la batalla de Filipos y en la batalla de Accio. Esta lealtad a Octavio otorgó a la legión el cognomen de Augusta.
Durante la época de Augusto la VIII Augusta tuvo presencia en Túnez, en Hispania durante las guerras cántabras (29-19 a. C.) y en Asia Menor.

## SiglosIaIII
A principios del siglo I, la VIII Augusta tenía su base en Poetovio (actual Ptuj) en la provincia romana de Panonia.Elementos de la VIII Augusta intervieron en la invasión romana de Britania comandada por Aulo Plaucio en el año 43.
En el año 44 fue transferida a Moesia donde se acuarteló en Novae (actual Svishtov en Bulgaria). Entre 45 y 49 d. C. los legionarios de VIII Augusta estuvieron involucrados en la guerra contra Mitrídates II del Reino del Bosforo, en Crimea y en 46 probablemente participaron en la conquista de Tracia.
En el año 69, el año de los cuatro emperadores, tras el suicidio de Nerón, la legión intervino en favor de Vitelio, uno de los emperadores derrotados. Después de eso, fue transferida a la frontera del Rin y acuartelada en Argentoratum (Estrasburgo, Francia). En aquella frontera permanecieron durante casi el resto de su historia. La legión también combatió en Partia con Septimio Severo (quien gobernó desde 193 hasta 211) y con sus sucesores.

## SiglosIVyV

Mapa del Imperio Romano en el año 125 d. C., bajo el emperador Adriano, mostrando a la Legio VIII Augusta, estacionada sobre el río Rin en Argentorate (Estrasburgo, Francia), en la provincia de Germania Superior, desde 75 hasta, al menos, 371.

Los documentos indican que aún estaba activa durante los primeros años del siglo IV en la frontera renana. Esto significa que la historia de la legión cubre más de cuatrocientos años de servicio prácticamente continuo. En 371 fue estacionada en Argentoratum (Estrasburgo), en Germania Superior, según una inscripción. Más tarde, el general romano Estilicón, se vio obligado a mover las legiones germanas de regreso a Italia para defenderla contra la invasión visigoda.
Según la Notitia Dignitatum, alrededor de 420 una unidad Octaviani estaba bajo el Magister Peditum de Italia; es posible que esta unidad fuese la antigua VIII Augusta, que era originariamente una unidad comitatensis, pero que había sido promocionada a estatus de palatina.

## Bibliografía

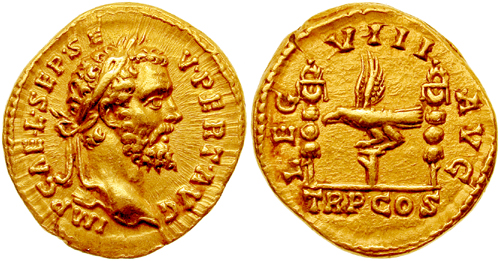
Áureo acuñado en el año 193 por Septimio Severo para celebrar a la VIII Augusta, una de las legiones que se pronunció en favor suyo contra su rival Clodio Albino, en la lucha por la púrpura.